# Don Bragg
Donald George "Don" Bragg (Penns Grove, 15 de maio de 1935) é um ex-atleta e campeão olímpico norte-americano especialista no salto com vara.
Um dos últimos grandes saltadores com varas de alumínio, Bragg foi campeão olímpico em Roma 1960 e recordista mundial com este tipo de vara, quando conseguiu a marca de 4,80 m nas seletivas norte-americanas para aqueles Jogos. Em 1959, na Filadélfia, também havia conquistado o recorde mundial indoor, com 4,81 m; neste mesmo ano, foi campeão da prova nos Jogos Pan-americanos de Chicago.
Apelidado de Tarzan, por causa de seu tamanho e força, Bragg tinha fixação pelo personagem da literatura e do cinema e tinha o objetivo de se tornar o Tarzan das telas. Ele fez turnês pela Europa e pela África a serviço do Departamento de Estado como embaixador da boa vontade, subindo em árvores e balançando de galho em galho. Encontrou-se com Johnny Weissmuller, que concordou que ele seria perfeito para o papel. Quando Bragg ganhou a medalha de ouro em Roma, ele deu o famoso grito de Tarzan no pódio, para choque e delírio dos espectadores no estádio. Por duas vezes o papel acabou lhe sendo oferecido mas não pode fazê-lo por se encontrar machucado nas duas ocasiões; na única vez em que pode, contratado para estrelar Tarzan and the Jewels of Opar, problemas legais causaram o cancelamento do filme impedindo seu sonho. Com o advento das varas de fiberglass a partir de 1961, Bragg tornou-se obsoleto não conseguindo mais repetir suas atuações e foi obrigado a retirar-se das competições.